# We Strangers
We Strangers ist ein Filmdrama von Anu Valia. Die Premiere des Films mit der Britin Kirby Howell-Baptiste in der Hauptrolle erfolgte im März 2024 beim South by Southwest Film Festival.

## Handlung
Rayelle Martin arbeitet als Reinigungskraft in der Stadt Gary im US-Bundesstaat Indiana. Eines Tages wird Ray bei der Arbeit von Dr. Neeraj Patel angesprochen, einem Therapeuten, der sie als seine Haushälterin anstellt und ihr dann noch einen zweiten Job als Putzfrau im Haus seiner Geliebten anbietet. Da sie auf das Geld angewiesen ist, kann sie das Angebot nicht ablehnen.
Ray wird bei dem neuen Putzjob von der nervtötenden Reality-TV-Show abgelenkt, von der Dr. Patel und seine Geliebte wie besessen sind. In der Sendung geht es um einen Hellseher, der als „Long Island Medium“ bezeichnet wird. Ray behauptet, ohne groß darüber nachzudenken, dass sie auch ein Medium ist und mit Geistern Kontakt aufnehmen kann. Für 100 Dollar soll sie ihre Fähigkeiten unter Beweis stellen, und Ray hält eine Seance ab. Sie hat eine Möglichkeit gefunden, leichtes Geld zu verdienen.

## Produktion

### Filmstab, Besetzung und Dreharbeiten
Regie führte Anu Valia, die auch das Drehbuch schrieb. Zuletzt war sie als Regisseurin der Fernsehserie She-Hulk: Die Anwältin tätig.
Die Britin Kirby Howell-Baptiste spielt in der Hauptrolle die Reinigungskraft Rayelle Martin. Hari Dhillon, bekannt aus Fernsehserien wie Mistresses – Aus Lust und Leidenschaft und Filmen wie Doom: Die Vernichtung, spielt Dr. Neeraj Patel, der sie als seine Haushälterin anstellt. Sarah Goldberg spielt dessen Ehefrau Tracy.
Kamerafrau Charlotte Hornsby war zuvor für Mariama Diallos Spielfilmdebüt Master tätig.

### Filmmusik und Veröffentlichung
Die Filmmusik komponierte Jay Wadley, der zuletzt für die Filme I’m Thinking of Ending Things, I Carry You With Me, Schwanengesang und Fire Island tätig war.
Die Premiere des Films fand am 9. März 2024 beim South by Southwest Film Festival statt, wo er im Narrative Feature Competition gezeigt wurde. Ende April, Anfang Mai 2024 wurde er beim Atlanta Film Festival vorgestellt und hiernach beim Seattle International Film Festival. Im Juni 2024 wurde der Film beim Bentonville Film Festival gezeigt. Anfang Juli 2024 wurde We Strangers beim Filmfest München und hiernach beim Galway Film Fleadh vorgestellt. Im August 2024 wurde der Film beim Sidewalk Film Festival gezeigt. Im Oktober 2024 wurde We Strangers beim Hamptons International Film Festival und beim New Orleans Film Festival vorgestellt. Im Januar 2025 wurde der Film beim Göteborg International Film Festival gezeigt.

## Rezeption

### Kritiken
Von den bei Rotten Tomatoes aufgeführten Kritiken sind 90 Prozent positiv.

### Auszeichnungen
Bentonville Film Festival 2024
- Nominierung im Narrative Competition[6]

Cleveland International Film Festival 2024
- Nominierung als Bester Spielfilm im International Narrative Competition[14]

Hamptons International Film Festival 2024
- Nominierung im Spielfilmwettbewerb[15]

New Hampshire Film Festival 2024
- Auszeichnung mit dem Grand Jury Award, Narrative[16]

Seattle International Film Festival 2024
- Auszeichnung mit dem Grand Jury Prize im New American Cinema Competition (Anu Valia)[17]

 South by Southwest Film Festival 2024
- Nominierung im Narrative Feature Competition